# Głogów (gemeente)
De gemeente Głogów is een landgemeente in het Poolse woiwodschap Neder-Silezië, in powiat Głogowski. Zetel van de gemeente is in de stad Głogów. Op 30 juni 2004, telde de gemeente 5334 inwoners.

## Oppervlakte gegevens
De gemeente heeft een oppervlakte van 84,28 km, waarvan:
- agrarisch gebied: 63,0%
- bossen: 13,0%

De gemeente beslaat 19,02% van de totale oppervlakte van de powiat.

## Demografie
Stand op 30 juni 2004:
| Omschrijving                         | Totaal | Totaal | Vrouwen | Vrouwen | Mannen | Mannen |
| ------------------------------------ | ------ | ------ | ------- | ------- | ------ | ------ |
| eenheid                              | aantal | %      | aantal  | %       | aantal | %      |
| inwoners                             | 5334   | 100    | 2636    |         | 2698   |        |
| bevolkingsdichtheid (inw./km²) 63 os |        |        |         |         |        |        |

## Plaatsen
- Borek
- Bytnik
- Grodziec Mały
- Klucze
- Krzekotów
- Przedmoście
- Ruszowice
- Serby
- Stare Serby
- Szczyglice
- Turów
- Wilków
- Zabornia

## Aangrenzende gemeenten
Głogów, Jerzmanowa, Kotla, Żukowice (powiat Głogowski), Grębocice (powiat Polkowicki), Szlichtyngowa (powiat Wschowski).